# Spododes latidens
Spododes latidens là một loài bướm đêm trong họ Geometridae.